# Komil Yashin
Komil Yashin (Nuʼmonov), Kamil Jaszin (Nugmanow) (ur. 25 grudnia 1909 w Andiżanie, zm. 25 września 1997 w Taszkencie) – radziecki i uzbecki pisarz i dramaturg.

## Życiorys
Urodził się w rodzinie handlowca. Skończył szkołę średnią w Andiżanie, później studiował w Leningradzkim Instytucie Leśnym, w 1928 w związku z chorobą był zmuszony zmienić klimat i wrócić do Andiżanu. Wykładał literaturę i fizykę w szkole średniej, 1930-1936 kierował sekcją literacką Uzbeckiego Państwowego Teatru Muzycznego, od 1925 publikował wiersze, w 1930 opublikował pierwszy zbiór wierszy. Wielki wpływ na jego twórczość wywarł Hamza Hakimzoda, z którym się wielokrotnie spotkał. Był autorem pieśni i dramatów muzycznych, napisał też libretto do pierwszych narodowych oper uzbeckich, Buran (1939), Wielki Kanał (1941) i Hamza (1962). Od 1946 do 1949 był szefem Zarządu ds. Sztuk przy Radzie Ministrów Uzbeckiej SRR, 1958-1960 był przewodniczącym Związku Pisarzy Uzbeckiej SRR, 1969-1980 redaktorem naczelnym pisma "Uzbecki język i literatura", a od 1959 sekretarzem Zarządu Związku Pisarzy ZSRR. W 1960 został członkiem-korespondentem, a w 1969 członkiem rzeczywistym Akademii Nauk Uzbeckiej SRR. Od 1943 do 1991 należał do WKP(b)/KPZR, w 1960 wszedł w skład KC Komunistycznej Partii Uzbekistanu. Jego imieniem nazwano ulice w Taszkencie i Andiżanie.

## Odznaczenia i nagrody
- Medal Sierp i Młot Bohatera Pracy Socjalistycznej (27 września 1974)
- Order Lenina (trzykrotnie, 18 marca 1959, 16 stycznia 1970 i 27 września 1974)
- Order Rewolucji Październikowej (29 grudnia 1979)
- Order Czerwonego Sztandaru Pracy (trzykrotnie, 16 stycznia 1950, 6 grudnia 1951 i 1 marca 1965)
- Order Przyjaźni Narodów (16 listopada 1984)
- Order „Znak Honoru” (trzykrotnie, 31 maja 1937, 24 marca 1945 i 11 stycznia 1957)
- Nagroda Stalinowska (1951)
- Nagroda Państwowa Uzbeckiej SRR im. Hamzy (1958)
- Medal „Za pracowniczą wybitność”
- Zasłużony Działacz Sztuk Uzbeckiej SRR (1939)

I inne.